# Miss México 2018
Miss México 2018 fue la 2.ª edición del certamen Miss México la cual se realizó en el Salón Imperial de Villa Toscana Eventos de la ciudad de Hermosillo, Sonora el sábado 5 de mayo de 2018. Treinta y dos candidatas de toda la República Mexicana compitieron por el título nacional, el cual fue ganado por Vanessa Ponce de León de la Ciudad de México quien compitió en Miss Mundo 2018 en China logrando coronarse como Miss Mundo, convirtiéndose en la primera mexicana en obtener el triunfo mundial. Ponce de León fue coronada por la Miss México saliente Andrea Meza, convirtiéndose en la sexta capitalina en ir a Miss Mundo.
Durante la competencia semifinal fue elegida Lezly Díaz de Jalisco representando al país en Miss Grand Internacional 2018 en Myanmar logrando colocarse dentro del Top 10. El 18 de mayo se hizo oficial la designación de Diana Romero de Sinaloa en Miss Supranational 2018 en Polonia logrando colocarse como 4.ª Finalista. El 1 de junio se hizo oficial la designación de Andrea Sáenz de Chihuahua en Miss Continentes Unidos 2018 en Ecuador logrando la corona para el país. El 23 de julio se hizo oficial la designación de Ivonne Hernández de Michoacán en Top Model of the World 2018 en Egipto logrando colocarse dentro del Top 5. El 15 de septiembre se hizo oficial la designación de Mónica Hernández de Yucatán en el Reinado Internacional del Café 2019 en Colombia. El 1 de octubre se hizo oficial la designación de Gissele Núñez de Durango en Miss Global City 2018 en China logrando la corona para el país. Wl 14 de julio de 2019 se hizo oficial la designación de Mónica Hernández de Yucatán en Miss Costa Maya International en Belice donde logró colcoarse como 1.ª Finalista. El 7 de octubre de 2019 fueron designadas Ivonne Hernández de Michoacán y Diana Romero de Sinaloa para competir en Miss Global City 2019 en China donde Diana logró ser 1.ª Finalista. El 19 de diciembre se hizo oficial la designación de Priscila Valverde de Morelos en Top Model of the World 2020 en Egipto logrando colocarse como 1.ª Finalista.

## Resultados
| Posición         | Candidata |
| Miss México 2018 | - Ciudad de México - Vanessa Ponce de León |
| 1.ª Finalista    | - Quintana Roo - Minerva Luna |
| 2.ª Finalista    | - Sinaloa - Diana Romero |
| Top 5            | - Estado de México - María Malo - Michoacán - Ivonne Hernández |
| Top 10           | - Aguascalientes - Paula Bernal - Baja California - Karen Aguilar - Chihuahua - Andrea Sáenz - Tabasco - Flora Magdaleno § - Yucatán - Mónica Hernández                |
| Top 16           | - Campeche - Paola Gutiérrez - Chiapas - Grecia Esparza - Nuevo León - Mariana González - Sonora - Daniela Ochoa - Tlaxcala - Ely Martin - Veracruz - Alejandra Vargas |

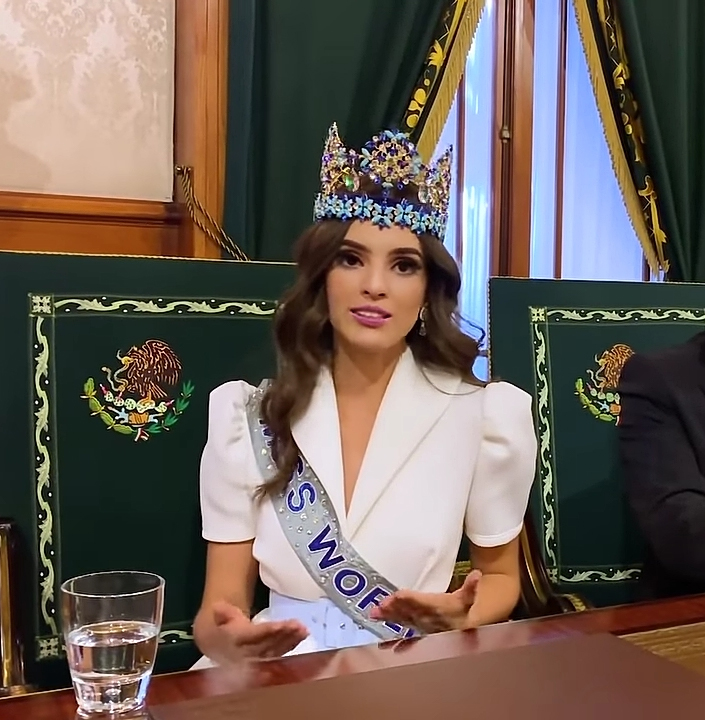
Vanessa Ponce de León
Miss Ciudad de México 2017, Miss México 2018 y Miss Mundo 2018.

María Malo
Miss Estado de México 2017 y Top 5 de Miss México 2018.

- § Ganadora del Reto Multimedia, con pase directo al cuadro de 16 semifinalistas.

## Áreas de competencia

### Semifinal: Elección Miss México Grand
La competencia semifinal y elección de "Miss México Grand" se realizó en el Salón Imperial de Villa Toscana Eventos de la ciudad de Hermosillo, Sonora el viernes 4 de mayo, un día antes de la competencia final. Previo al final del evento, todas las candidatas compitieron en traje de baño y traje de noche como parte de la selección de las 15 candidatas quienes formarían el Top 16 final (ya que una entraría por el voto directo del público). El nombre de las 16 concursantes fue revelado durante el inicio en vivo del evento final. 
La ganadora de Miss México Grand 2018 fue Lezly Díaz de Jalisco quien compitió en Miss Grand Internacional 2018 en Myanmar logrando colocarse dentro del Top 10. La ganadora de este evento no participó en la competencia final. Díaz fue coronada por la Miss México Grand saliente Yoana Gutiérrez, convirtiéndose en la segunda jalisciense en ir a Miss Grand Internacional.
| Posición               | Candidata              |
| Miss México Grand 2018 | - Jalisco - Lezly Díaz |

#### Jurado Preliminar
Estos son los miembros del jurado preliminar, que eligieron a las 15 semifinalistas, luego de ver a las candidatas en privado durante entrevistas y pasarela en traje de baño y gala:
- Mariana Berumen - Nuestra Belleza Mundo México 2012
- Daniela Álvarez - Nuestra Belleza Mundo México 2013
- Alexander González - Asesor de imagen y conferencista internacional
- Duc Vincie - Diseñador de moda internacional
- Nabani Matus - Cirujano estético
- Gerardo Murray - Vice-presidente de marcas, comercialización y estrategia de negocios de Intercontinental Hotels Group
- Heriberto Martínez - Conocedor de concursos de belleza

### Final
La gala final fue transmitida en vivo a través del canal 52 MX y Telemax Sonora para todo México desde el Salón Imperial de Villa Toscana Eventos de la ciudad de Hermosillo, Sonora el sábado 5 de mayo. La conducción del evento estuvo a cargo de Ericka Honstein y Carlos Arenas.
El grupo de 16 semifinalistas se dio a conocer durante la competencia final, todas ellas seleccionadas por un jurado preliminar, quienes eligieron a las concursantes que más destacaron en las tres áreas de competencia durante la etapa preliminar.
- Las 16 semifinalistas desfilaron en una nueva ronda en traje de baño, donde salieron de la competencia 6 de ellas.
- Las 10 semifinalistas desfilaron en vestido de noche, posteriormente 5 de ellas fueron eliminadas.
- Las 5 finalistas se sometieron a una pregunta final y posteriormente dieron una última pasarela, donde el panel de jueces consideró la impresión general que dejó cada una de las finalistas para votar y definir posiciones finales.

#### Jurado Final
Estos son los miembros del jurado que evaluaron a las concursantes:
- Mariana Berumen - Nuestra Belleza Mundo México 2012
- Daniela Álvarez - Nuestra Belleza Mundo México 2013
- Alexander González - Asesor de imagen y conferencista internacional
- Duc Vincie - Diseñador de moda internacional
- Nabani Matus - Cirujano estético
- Gerardo Murray - Vice-presidente de marcas, comercialización y estrategia de negocios de Intercontinental Hotels Group
- Heriberto Martínez - Conocedor de concursos de belleza

### Premios Especiales
| Premio                     | Candidata |
| Miss Fotogénica            | - Aguascalientes - Paula Bernal |
| Miss Simpatía              | - Hidalgo - Priscila Viveros |
| Sonrisa más Bella          | - Sinaloa - Diana Romero |
| Ojos más Hermosos          | - Quintana Roo - Minerva Luna |
| Reto Belleza con Propósito | - Ciudad de México - Vanessa Ponce de León |
| Mejor Labor Social         | - Oaxaca - Minerva Gopar |
| Reto Top Model             | - Estado de México - María Malo |
| Reto Talento               | - Yucatán - Mónica Hernández |
| Reto Cultura General       | - Ciudad de México - Vanessa Ponce de León |
| Reto Deportivo             | - Yucatán - Mónica Hernández |
| Reto Belleza de Playa      | - Jalisco - Lezly Díaz |
| Reto Multimedia            | - Tabasco - Flora Magdaleno |
| Reto Carrera 5K            | - Chihuahua - Andrea Sáenz |
| Reto Arreglo Personal      | - Tamaulipas - Xaviera Ayala |
| Reto Cara a Cara           | - Grupo 1: Nuevo León - Mariana González - Grupo 2: Baja California - Karen Aguilar - Grupo 3: Tabasco - Flora Magdaleno - Grupo 4: Hidalgo - Priscila Viveros - Grupo 5: Sinaloa - Diana Romero - Grupo 6: Jalisco - Lezly Díaz - Grupo 7: Michoacán - Ivonne Hernández - Grupo 8: Tlaxcala - Ely Martin |

## Candidatas
| Estado              | Candidata                            | Edad | Estatura | Residencia           |
| Aguascalientes      | Paula Bernal Martínez                | 24   | 1.74     | Aguascalientes       |
| Baja California     | Karen Alejandra Aguilar García       | 25   | 1.75     | Mexicali             |
| Baja California Sur | Valeria Castro Verdugo               | 23   | 1.71     | Cabo San Lucas       |
| Campeche            | Gabriela Paola Gutiérrez Guerrero    | 19   | 1.71     | Campeche             |
| Chiapas             | Grecia Esparza Nieto                 | 20   | 1.76     | Tapachula            |
| Chihuahua           | Yamil Andrea Sáenz Castillo          | 20   | 1.78     | Cuauhtémoc           |
| Ciudad de México    | Silvia Vanessa Ponce de León Sánchez | 25   | 1.74     | Ciudad de México     |
| Coahuila            | Karla Gabriela Campbell Zetina       | 23   | 1.73     | Saltillo             |
| Colima              | Lizbeth Fernanda Rodríguez Álvarez   | 18   | 1.70     | Villa de Álvarez     |
| Durango             | Giselle Núñez Ochoa                  | 23   | 1.75     | Santiago Papasquiaro |
| Estado de México    | María Malo Juvera Raimond Kedilhac   | 21   | 1.82     | Huixquilucan         |
| Guanajuato          | Angélica Hernández López             | 23   | 1.82     | León                 |
| Guerrero            | Mavi Gabriela Miranda Esparza        | 23   | 1.83     | Cocula               |
| Hidalgo             | Erica Priscila Viveros Estrada       | 21   | 1.74     | Tezontepec de Aldama |
| Jalisco             | Lezly Viridiana Díaz Pérez           | 22   | 1.73     | Guadalajara          |
| Michoacán           | Ivonne Hernández Mendoza             | 24   | 1.74     | Morelia              |
| Morelos             | Priscila Natalie Moreno Valverde     | 18   | 1.85     | Cuautla de Morelos   |
| Nayarit             | Andrea González Gómez                | 22   | 1.72     | Bahía de Banderas    |
| Nuevo León          | Mariana Nitzel González nava         | 22   | 1.72     | Monterrey            |
| Oaxaca              | Antonia Minerva Gopar Santos         | 24   | 1.74     | Ejutla de Crespo     |
| Puebla              | Sharon Mejía Cruz                    | 21   | 1.68     | Puebla               |
| Querétaro           | Mayra Alejandra Vázquez Lara         | 23   | 1.76     | Querétaro            |
| Quintana Roo        | Whitney Minerva Luna Correa          | 23   | 1.73     | Tlaquepaque          |
| San Luis Potosí     | María Fernanda Barbosa Gutiérrez     | 24   | 1.75     | San Luis Potosí      |
| Sinaloa             | Diana Romero Ortega                  | 25   | 1.74     | Culiacán             |
| Sonora              | Daniela Ochoa Torres                 | 20   | 1.74     | Ciudad Obregón       |
| Tabasco             | Flora Elena Magdaleno Campos         | 24   | 1.73     | Paraíso              |
| Tamaulipas          | Xaviera Ayala Castillo               | 23   | 1.67     | Ciudad Madero        |
| Tlaxcala            | Elizabeth "Ely" Ramírez Martin       | 25   | 1.82     | Ixtenco              |
| Veracruz            | Alejandra Vargas Lara                | 20   | 1.76     | Poza Rica            |
| Yucatán             | Mónica Fernanda Hernández Reynaga    | 23   | 1.71     | Mérida               |
| Zacatecas           | Diana Bárbara Gallegos Torres        | 21   | 1.73     | Zacatecas            |

## Sobre los Estados en Miss México 2018

### Reemplazos
- Guerrero - Itziar Alarcón renunció a su título estatal y participación en la competencia nacional por motivos personales. Fue reemplazada por Mavi Miranda.
- Michoacán - Daniela Frutos renunció a su título estatal y participación en la competencia nacional por razones personales. Fue reemplazada por Ivonne Hernández.

## Crossovers
| Miss Mundo - 2018: Ciudad de México - Vanessa Ponce de León (Ganadora) Miss Grand Internacional - 2019: Estado de México - María Malo (1.ª Finalista) - 2018: Jalisco - Lezly Díaz (Top 10) Miss Supranacional - 2024: Chihuahua - Andrea Sáenz (Top 25) - 2018: Sinaloa - Diana Romero (4.ª Finalista) Miss Eco Universo - 2016: Yucatán - Mónica Hernández (Top 8) Top Model of the World - 2020: Morelos - Priscila Moreno (1.ª Finalista) - 2018: Michoacán - Ivonne Hernández (Top 5) Miss Global City - 2019: Sinaloa - Diana Romero (1.ª Finalista) - 2019: Michoacán - Ivonne Hernández - 2018: Durango - Giselle Núñez (Ganadora) Miss Tourism Queen of the Year International - 2015: Durango - Giselle Núñez Global Charity Queen - 2017: Quintana Roo - Minerva Luna (1.ª Finalista) Miss Model of the World - 2019: Guanajuato - Angélica Hernández (4.ª Finalista) Best Model of the World - 2013: Durango - Giselle Núñez Miss Multinational - 2017: Baja California - Karen Aguilar (No Compitió) Face of Beauty International - 2016: Chihuahua - Andrea Sáenz (No Compitió) Miss Continentes Unidos - 2018: Chihuahua - Andrea Sáenz (Ganadora) Reinado Internacional del Café - 2019: Yucatán - Mónica Hernández Miss Costa Maya International - 2019: Yucatán - Mónica Hernández (1.ª Finalista) Reina Mundial del Banano - 2017: Michoacán - Ivonne Hernández (Reina Turismo Internacional) Miss México - 2019: Estado de México - María Malo (Miss Grand México) Miss Universe Mexico - 2024: Estado de México - María Malo (Top 10) - Representando a Ciudad de México - 2024: Morelos - Priscila Valverde (Top 10) - Representando a Guerrero Mexicana Universal - 2025: Campeche - Paola Gutiérrez (Por Competir) Miss Earth México - 2015: Yucatán - Mónica Hernández (Miss Earth México-Fire) Miss Intercontinental México - 2018: Tamaulipas - Xaviera Ayala (Top 15) Miss Latina México - 2016: Baja California - Karen Aguilar (Miss Latina México) Best Model México - 2013: Durango - Giselle Núñez (Designada) | Miss Model of the World México - 2019: Guanajuato - Angélica Hernández (Ganadora) Mexico's Next Top Model - 2014: Ciudad de México - Vanessa Ponce de León (Ganadora) - Representando a Guanajuato Miss Petite Universe México - 2015: Chihuahua - Andrea Sáenz (Miss Face of Beauty México) Teen Universe México - 2016: Puebla - Sharon Mejía (1.ª Finalista) - 2015: Campeche - Paola Gutiérrez (1.ª Finalista) Miss Chihuahua - 2016: Chihuahua - Andrea Sáenz (1.ª Finalista) Miss Estado de México - 2018: Estado de México - María Malo (Designada) Miss Jalisco - 2017: Quintana Roo - Minerva Luna (1.ª Finalista) Miss Michoacán - 2016: Michoacán - Ivonne Hernández (2.ª Finalista) Miss Morelos - 2017: Tlaxcala - Ely Martin Miss Universe Ciudad de México - 2024: Estado de México - María Malo (Designada) Miss Universe Guerrero - 2024: Morelos - Priscila Valverde (Designada) Mexicana Universal Campeche - 2023: Campeche - Paola Gutiérrez (Designada) Nuestra Belleza Aguascalientes - 2016: Aguascalientes - Paula Bernal Nuestra Belleza Jalisco - 2015: Quintana Roo - Minerva Luna Nuestra Belleza San Luis Potosí - 2012: San Luis Potosí - Fernanda Barbosa (1.ª Finalista) Nuestra Belleza Tabasco - 2016: Tabasco - Flora Magdaleno Miss Earth Yucatán - 2015: Yucatán - Mónica Hernández (Ganadora) Miss Intercontinental Tamaulipas - 2018: Tamaulipas - Xaviera Ayala (Designada) Miss Latina Baja California - 2016: Baja California - Karen Aguilar (Designada) Miss Petite Universe Chihuahua - 2015: Chihuahua - Andrea Sáenz (Ganadora) Teen Universe Campeche - 2015: Campeche - Paola Gutiérrez (Ganadora) Teen Universe Puebla - 2016: Puebla - Sharon Mejía (Ganadora) Embajadora del Mariachi y la Charrería - 2016: Jalisco - Lezly Díaz (Ganadora) Flor Tabasco - 2016: Tabasco - Flora Magdaleno (2.ª Finalista) Reina del Carnaval de Campeche - 2017: Campeche - Paola Gutiérrez (Ganadora) Señorita Yurécuaro - 2014: Querétaro - Mayra Vázquez (Ganadora) |